# Lourdeskapelle (Sulzberg-Thal)

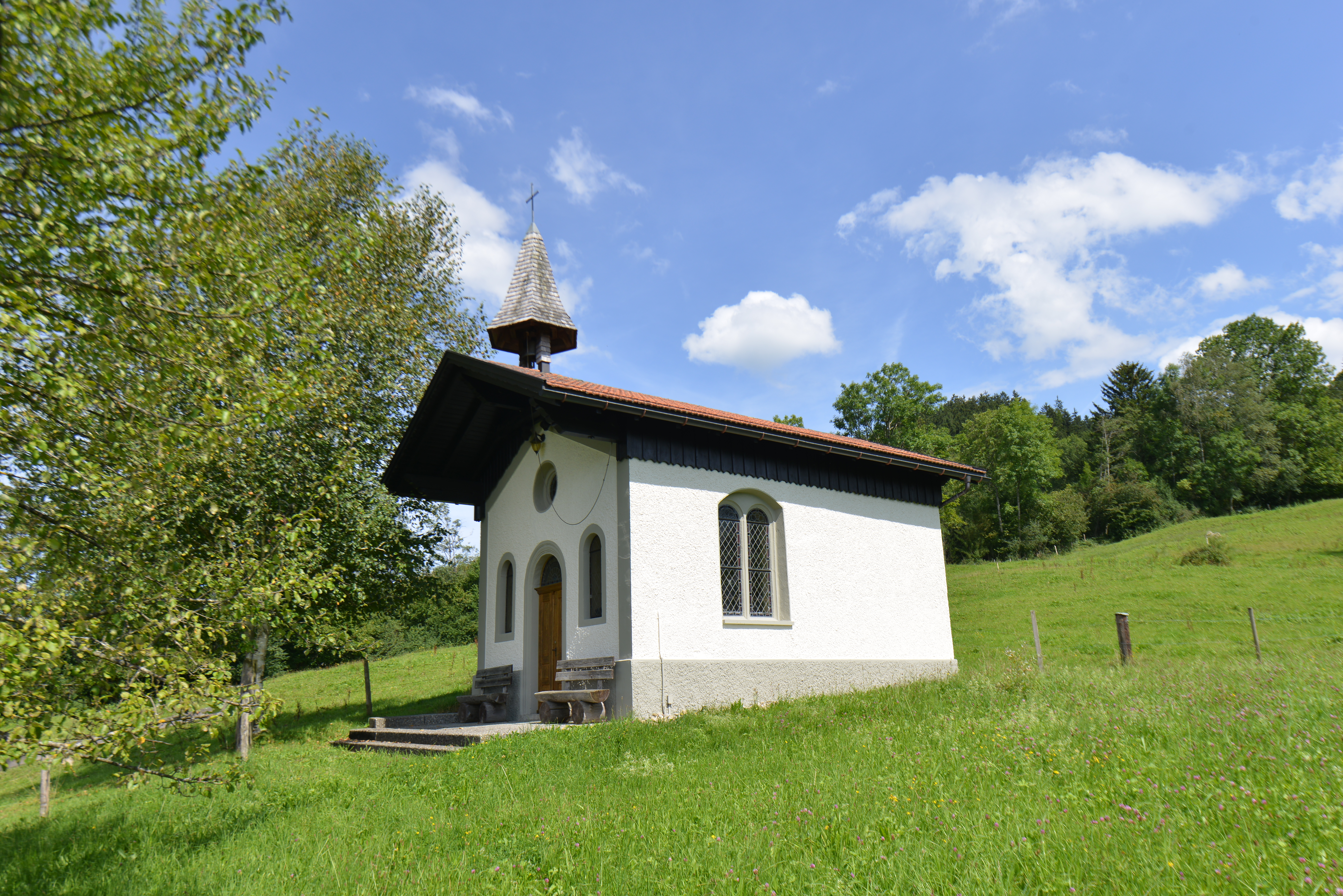
Lourdeskapelle in Thal

Die römisch-katholische Lourdeskapelle  steht nördlich der Pfarrkirche am nördlichen Ortsrand der Ortschaft Thal in der Bregenzerwälder Gemeinde Sulzberg im Bezirk Bregenz in Vorarlberg. Die Kirche steht unter Denkmalschutz.

## Geschichte und Kirchenbau
Die Kapelle wurde um 1900 errichtet. Der rechteckige Bau hat ein flaches Satteldach und Rundbogenfenster. Im Inneren ist eine aufwändig gestaltete Tuffsteingrotte mit einem Abschlussgitter aus der Bauzeit aufgebaut. Die Glasfenster, die Betbänke und das Fußbodenmosaik sind einfach ornamental geschmückt und stammen ebenfalls aus der Bauzeit.